# Intensivmedizin

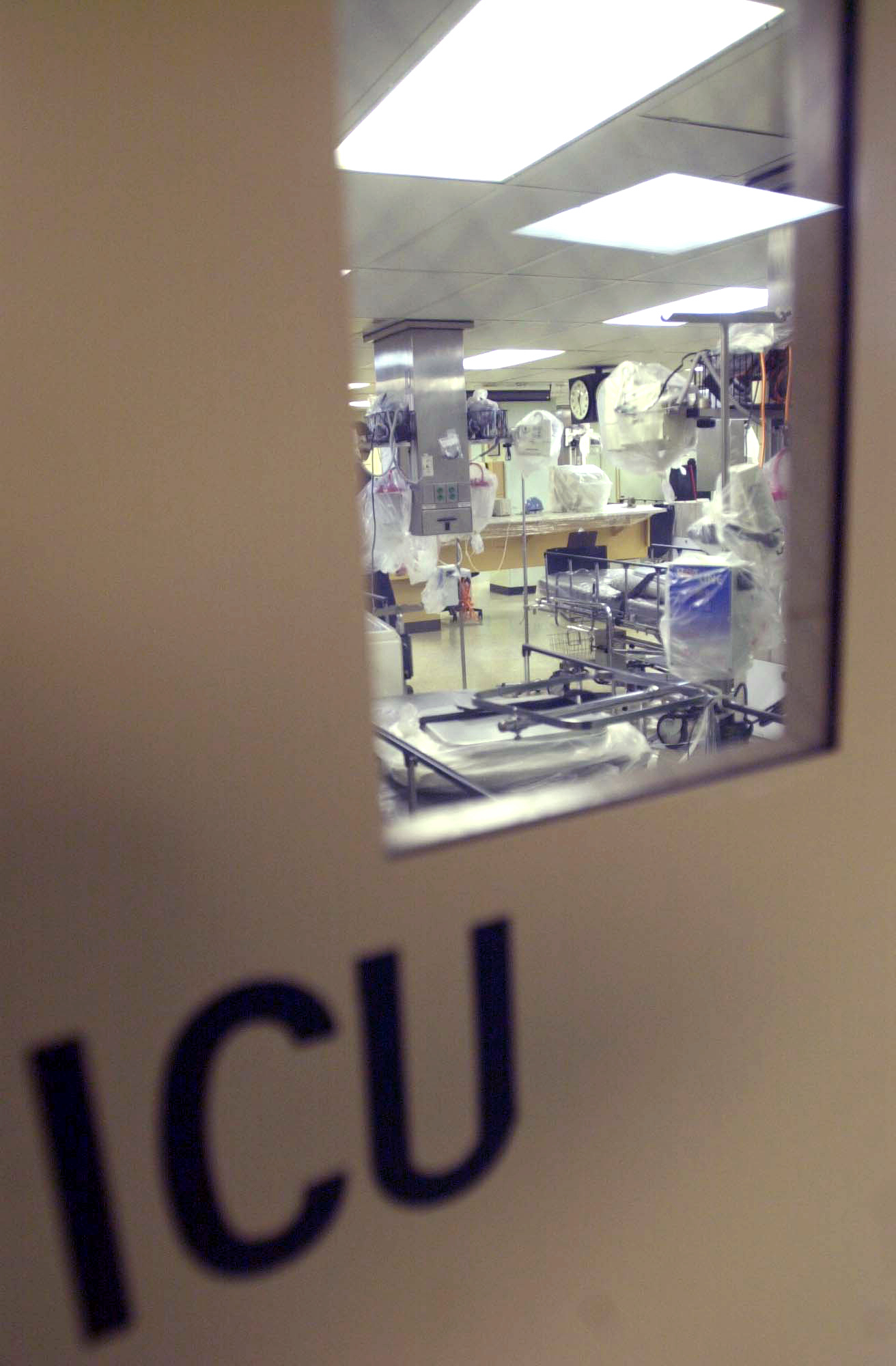
Eingang zu einer Intensivstation

Intensivmedizin ist ein medizinisches Fachgebiet mit stets interdisziplinärem Charakter, das sich mit Monitoring, Diagnostik und Therapie akut lebensbedrohlicher Zustände und Krankheiten befasst. Das geschieht meist in besonders ausgerüsteten Stationen eines Krankenhauses, den sogenannten Intensivstationen (auch Intensivtherapie-Station (ITS), Intensivpflege-Station (IPS) oder Intensive Care Unit (ICU) genannt). Diese werden durch speziell weitergebildete Fachärzte wie Anästhesisten, Internisten, Chirurgen, Pädiater oder Neurologen und speziell weitergebildete Pflegekräfte (Gesundheits- und Fachkrankenpfleger für Anästhesie und Intensivpflege) geführt. Aufgrund des hohen Betreuungsaufwands ist hier eine Pflegekraft nur für wenige Patienten zuständig.
Unter Intensivtherapie versteht man jede Behandlung, die der Unterstützung oder dem temporären Ersatz versagender oder ausgefallener Körperfunktionen dient.

## Geschichte
Die Intensivmedizin hat ihre historischen Wurzeln in der Anästhesiologie, als Gründungsvater der ersten Intensivstation gilt gemeinhin der dänische Anästhesist Björn Ibsen. 1954 gründete Ibsen die erste Intensivstation in Kopenhagen, als direkte Folge der großen Polio-Epidemie von 1952. Die Langzeitbeatmung der Patienten war der Grund dafür, dass derartig aufwendige Methoden und Einrichtungen geschaffen wurden. Eine andere Vorstufe der heutigen Intensivstationen waren die coronary care units (CCU). Dies waren Stationen zur EKG-Überwachung von Herzinfarktpatienten mit der Möglichkeit der Defibrillation bei Kammerflimmern oder Kammertachykardie. Sie wurden von einem der Erfinder der Defibrillation, dem US-Amerikaner Bernard Lown, propagiert. Die erste deutsche Monographie zum Thema Intensivtherapie stellt das 1956 von dem Chirurgen Ernst Kern und dem Anästhesisten Kurt Wiemers im Thieme-Verlag herausgegebene Werk über Postoperative Frühkomplikationen dar.

## Ausbildung

### Ärzte
In Deutschland ist die Intensivmedizin kein eigenständiges Fachgebiet. Nach einer Weiterbildung von 24 Monaten können Fachärzte für Anästhesiologie, Neurochirurgie, Neurologie, Chirurgie, Innere Medizin oder Kinder- und Jugendmedizin die Zusatzbezeichnung Intensivmedizin erhalten. In Österreich erwirbt man das Additivfach Intensivmedizin mit einer dreijährigen Zusatzausbildung im Anschluss an die Facharztausbildung in der Inneren Medizin. In der Schweiz erwirbt man den „Facharzt für Intensivmedizin“ im Rahmen einer eigenen Facharztausbildung.

### Pflege
Um eine gute Intensivpflege zu gewährleisten, gibt es in Deutschland, nach der dreijährigen Ausbildung zur Gesundheits- und Krankenpflegekraft, die Weiterbildung zur Fachkrankenpflegekraft für Intensivpflege. Diese dauert berufsbegleitend zwei Jahre. Meistens wird eine Berufserfahrung von zwei Jahren, davon mindestens sechs Monate im Bereich Intensivstation oder Anästhesie, vorausgesetzt.

## Erkrankungsspektrum
Auf Intensivstationen werden Patienten aufgenommen, deren Zustand bedrohlich ist oder deren Zustand bedrohlich werden könnte. So führen nicht nur schwere Krankheiten, sondern auch Zustände nach umfangreichen, langdauernden und stark eingreifenden Operationen zur intensivmedizinischen Überwachung und gegebenenfalls Behandlung. Prinzipiell muss eine gewisse günstige Prognose des krankhaften Zustandes gegeben sein.
Die Ergebnisse intensivmedizinischer Behandlung von Intensivpatienten umfassen entsprechend der grundlegenden Erkrankung eine große Spannweite. Ziel ist die Wiederherstellung der völligen Gesundheit oder wenigstens das Erreichen eines weitgehend autonomen Zustandes des Patienten. Sogenannte lebensverlängernde Maßnahmen verfolgen somit keinen Selbstzweck.
Die Zunahme von Prozess-, Struktur- und Ergebnisqualität in der Intensivmedizin ist mit einem umfassenderen Einsatz der Methoden verbunden.
Terminale Erkrankungen, wie zum Beispiel Krebs im Endstadium, führen an sich nicht zur Aufnahme auf die Intensivstation, es sei denn, der Patientenzustand verschlechtert sich akut drastisch und es wird eine Aufnahme gewünscht. Generell ist auf diesem Gebiet die Palliativmedizin etabliert, wobei insbesondere ethische Überlegungen eine Begrenzung therapeutischer Maßnahmen auch bei Intensivpatienten erforderlich machen können.
Elementarstörungen und komplexe Krankheitsbilder
- Störungen der Atmung, z. B.:
  - Respiratorische Insuffizienz
  - Akutes Lungenversagen (ARDS)
  - Lungenödem
  - Lungenembolie
- schwere Elektrolytstörungen
- Störungen der Hämostase (Blutgerinnung)
- Sepsis, SIRS
- Multiorganversagen, MOF, MODS
- akutes Nierenversagen (bis zu 30 % der Intensivpatienten sind primär oder sekundär betroffen)
- Schock in den verschiedenen Formen: hämorrhagischer Schock, septischer Schock, hypovolämischer Schock, neurogener Schock, Kreislaufschock (kardiogener Schock), anaphylaktischer Schock
- überwachungspflichtige postoperative Zustände (z. B. nach Herzoperationen)
- schwere Herzerkrankungen (Myokardinfarkt, dekompensierte Herzinsuffizienz)
- gefährliche Herzrhythmusstörungen (Arrhythmien)
- schwere neurologische Erkrankungen und Bewusstseinsstörungen: Schlaganfall (Behandlung auf speziellen Stroke Units), cerebrale Blutungen, Subarachnoidalblutung, Guillain-Barré-Syndrom, schwere Meningitis, myastenische Krisen, Delir, Delirium tremens
- schweres Schädel-Hirn-Trauma
- Polytrauma und andere lebensbedrohliche Verletzungen
- schwere Bauchfellentzündung
- akute Bauchspeicheldrüsenentzündung
- schwere Vergiftungen
- schwere Allgemeininfektionen

## Überwachungsmethoden
Der Zustand schwer Erkrankter kann sich rasant ändern. Dieser Tatsache tragen standardisierte Überwachungsmaßnahmen Rechnung.
Die Überwachung lässt sich in Methoden ohne und mit technischen Hilfsmitteln einteilen:

### Klinische Überwachung
Voraussetzung einer ausreichenden Überwachung ist in jedem Fall die persönliche Beobachtung durch das pflegende oder ärztliche Personal, wozu auch eine bettseitige Dokumentationspflicht beiträgt.
Zur Beurteilung der Bewusstseinslage fehlen heute noch in aller Regel technische Hilfsmittel, sodass das Neuromonitoring nach anerkannten und standardisierten verbalen Stadien- und Zustandseinteilungen erfolgt (beispielsweise Glasgow Coma Scale [GCS] bei Hirntraumatisierten, die anhand einer verbalen Zustandsbeschreibung des Patienten eine Indizierung erbringt). Zur Beurteilung von Schmerzen werden verbale rating scales (VRS) oder visuelle Analogskalen (VAS) herangezogen.

### Technisches Monitoring
Auf der Intensivstation werden Patienten zusätzlich durch das Personal kontinuierlich durch Vitaldatenmonitore oder Patientenmonitore überwacht. Neben der kontinuierlichen Überwachung mit Alarmweiterschaltung erlauben die technischen Methoden auch eine weitergehende Standardisierung der Messwertermittlung, da subjektive Fehler weitgehend ausgeschlossen werden. Außerdem bieten die Vitaldatenmonitore Schnittstellen, über die die Messwerte ausgelesen und automatisch in einem Patientendatenmanagementsystem dokumentiert werden können.
Bei den Messverfahren unterscheidet man zwischen nichtinvasiven und invasiven Methoden. Zur invasiven Überwachung eines Parameters muss auf irgendeinem Wege die Körperoberfläche durchdrungen werden, zum Beispiel in Form von Kathetern, die in Gefäßen des Körpers eingeführt werden. Dieses Vorgehen beinhaltet immer ein gewisses Risiko, sei es durch Infektion oder Auslösung von Blutungen. Das strategische Ziel der technischen Entwicklung wird immer die nichtinvasive Messwertermittlung sein.
Grundlegende nichtinvasive Überwachungsmethoden befassen sich mit der Überwachung des Herz-Kreislauf- und Atmungssystems. Da es sich bei der Ableitung des EKG, der Überwachung des Blutdruckes, der Körpertemperatur und der Sauerstoffsättigung des Blutes um nichtinvasive Methoden handelt, gibt es kaum Patienten auf einer Intensivstation, bei denen diese Messungen nicht vorgenommen werden.
Bei chirurgischen Eingriffen können die beim Monitoring eingesetzten elektrischen Geräte in Verbindung mit Hochfrequenz-Chirurgie beim Patienten Schäden, insbesondere Verbrennungen, mitverursachen.
Zu den invasiven, meist umfassenderen, aber auch komplikationsträchtigeren Verfahren, gehören die arterielle Blutdruckmessung, die Messung des zentralen Venendruckes, die Bestimmung des PiCCO, sowie der Einsatz des Lungenarterienkatheters. Mit letzterer Methode können Parameter gemessen werden, aus denen sich zum Beispiel die Sauerstoffausschöpfung des zirkulierenden Blutes und die Pumpfunktion des Herzens mit Herzzeitvolumen ermitteln lassen. Das Verfahren ist relativ riskant, da es zu einer mechanischen Reizung des Herzens kommt, die Herzrhythmusstörungen auslösen kann. Aktuell werden risikoärmere Methoden eingeführt, die den Pulmonalkatheter bei gewissen Indikationen ersetzen können.
Dank moderner technischer Entwicklung halten zunehmend Laborautomaten Einzug auf Intensivstationen. Damit können häufig benötigte Werte, wie zum Beispiel Blutgase, Säure-Basen-Status, Elektrolyte, Hämoglobin bettseitig und somit schnell ermittelt werden (Point-of-Care-Testing).
Ergänzt werden die Methoden durch bildgebende Verfahren, wie Röntgendiagnostik (beispielsweise zur Beurteilung der Lunge) und Ultraschall, die in der Regel im Bereich der Intensivstation durchgeführt werden. Untersuchungen, wie CT oder Kernspin werden in den Spezialabteilungen (Röntgenabteilung) durchgeführt. Zu diesem Zweck werden die Patienten bei Bedarf mit mobilen Behandlungseinheiten (zum Beispiel Beatmungsgeräten) zu den jeweiligen Großgeräten transportiert. Auch in dieser mobilen Situation außerhalb der Station darf die Überwachungs- und Betreuungsqualität der Patienten nicht abnehmen.

## Therapiemethoden

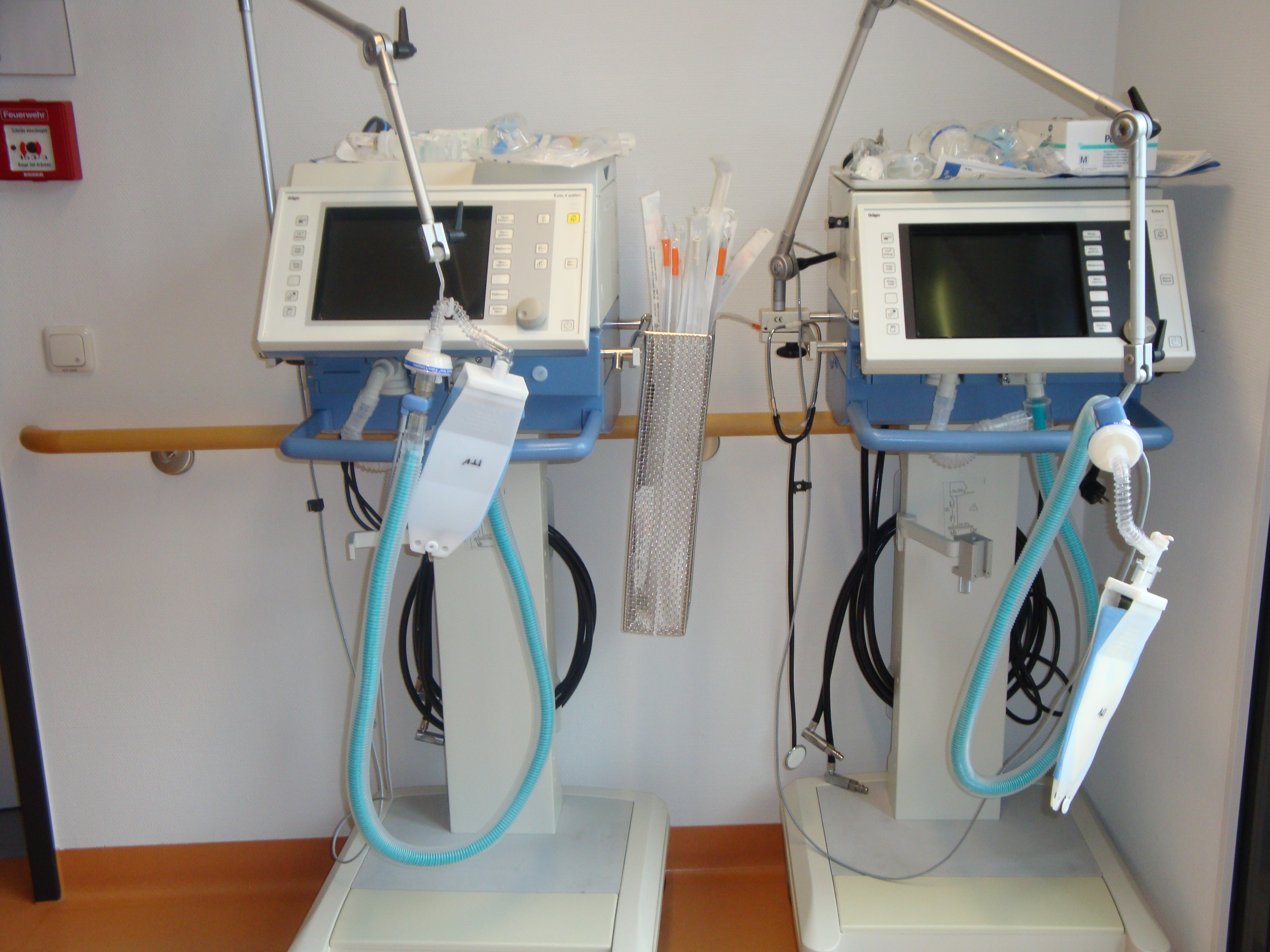
Beatmungsgeräte

Bei der Intensivbehandlung kommen unter anderem zum Einsatz:
- Beatmung
- Infusions-, Transfusionstherapie
- kontinuierliche medikamentöse Therapie mittels Spritzenpumpen (z. B. Katecholamine)
- Dialyse, Hämofiltration
- künstliche Ernährung
- Defibrillation
- ECMO (extrakorporale Membranoxygenierung)

Die angewandten Methoden unterscheiden sich zum Teil je nach Spektrum der zu therapierenden Patienten. So lassen sich etwa die chirurgische Intensivmedizin, die neurologische Intensivmedizin und die pädiatrische Intensivmedizin (bzw. neonatologische Intensivbetreuung) unterscheiden.

## Infektionsrisiko
Patienten intensivmedizinischer Einrichtungen haben (trotz häufiger Kontrollen der beim Patienten vorhandenen Keime) ein fünf- bis zehnfach höheres Infektionsrisiko gegenüber Patienten von Normalstationen. Bei intensivpflichtigen Patienten addieren sich verschiedene infektionsbegünstigende Faktoren, die vom Patienten selbst und von Behandlungsmaßnahmen ausgehen.
Patientenseitig führen vor allem die Grunderkrankung und die Begleiterkrankungen zu einer Schwächung der Abwehrlage. Infektionsbegünstigend wirken zudem ein schlechter Ernährungszustand, hohes Alter (statistisch gesehen) und Bewusstseinsstörungen.
Therapieseitig durchbrechen eine Reihe von Maßnahmen die natürliche Immunbarriere, so dass bei vorgeschädigtem Organismus des Patienten Komplikationen eintreten können:
- Bei der Beatmung steigt durch die Schädigung des Selbstreinigungsmechanismus der Tracheal- und Bronchialschleimhaut das Risiko für Tracheo-/Bronchitiden und Pneumonien.
- Die Einstichstelle zentraler Gefäßzugänge stellt eine Eintrittsstelle für Infektionserreger dar. In der Folge kann es zu einer Entzündung des umliegenden Gewebes bis hin zu einer Sepsis kommen.
- Zugänge zu Körperhöhlen: Magensonden und Harnblasenkatheter sind ebenfalls Eintrittspforten für pathogene Keime.
- besondere Therapien: Durch die Erhöhung des Magensaft-pH-Wertes im Rahmen der sogenannten „Stressulcusprophylaxe“ wird dessen desinfizierende Wirkung aufgehoben. Das führt zur Keimverschleppung in den Magen-Darm-Trakt. Die Besiedlung durch pathogene Keime kann zu Funktionseinschränkung und -ausfall des Darmes führen.
- Chemotherapie: Folge der begleitenden Immunsuppression kann eine Sepsis sein.

Patienten nach Knochenmarktransplantationen sind durch die notwendige Immunsuppression in hohem Maße infektionsgefährdet.
Auf den Intensivstationen müssen auch zunehmend Patienten behandelt werden, die mit Keimen infiziert sind, die gegen die üblichen Antibiotikabehandlungen resistent sind (beispielsweise Oxacillin- oder Methicillin-resistenter Staphylococcus aureus).
Hygienische Maßnahmen:
Schätzungsweise sind zwei Drittel aller Infektionen auf der Station erworben worden (nosokomiale Infektion). Aus diesen Gründen sind auf Intensivstationen besondere Hygienemaßnahmen notwendig, um das Infektionsrisiko zu verringern:
- Bauliche Maßnahmen: Die Stationen sind mit einem Schleusensystem ausgestattet, in dem Personal und Besucher ihre Kleidung wechseln können.
- Bereichskleidung: Das Personal trägt spezielle Kleidung, die nur innerhalb der Intensivstation getragen wird.
- Händehygiene: Die Hände des Personals haben sich als das größte Übertragungsreservoir herausgestellt. Daher ist bei der Arbeit am Patienten häufig eine Händedesinfektion notwendig. Ebenso müssen sich Besucher vor Betreten der Intensivstation die Hände desinfizieren.
- Bei der Arbeit mit besonders immungeschwächten Patienten muss ein Mund-Nasenschutz getragen werden, um nicht Erreger zu übertragen, die sich durch Tröpfcheninfektion verbreiten.
- Isolation: Patienten mit extrem geschwächter Abwehrlage (Knochenmarkstransplantation) müssen zu ihrem eigenen Schutz isoliert werden. Dagegen werden Patienten mit multiresistenten Keimen (MRSA, siehe oben) zum Schutz der Mitpatienten isoliert. Viele interdisziplinäre Intensivstationen verfügen für infizierte bzw. kolonisierte Patienten über spezielle Zimmer, die über ein eigenes Schleusensystem verfügen.

Therapeutische Maßnahmen sollten normale Körperfunktionen gezielt unterstützen, wie z. B. die Förderung oraler bzw. enteraler Nahrungsaufnahme anstelle parenteraler Ernährung.
Unter den in der Intensivmedizin anzutreffenden Umständen ist auch unter hygienischer Sicht eine ständige Abwägung zwischen notwendigen (oft lebenserhaltenden) Maßnahmen und deren Nebenwirkungen zu treffen.

## Post-Intensive-Care-Syndrom (PICS)
Zur Rettung von Leben werden medizinische Mittel und Medikamente eingesetzt, die teilweise extrem belastend für den Organismus des Menschen sind. Eine Hospitalisation auf einer intensivmedizinischen Station kann daher körperliche und kognitive Einschränkungen sowie psychische Störungen zur Folge haben. Etwa 20 Prozent der Patienten, die auf der Intensivstation behandelt werden mussten, leiden später Symptomen wie Müdigkeit, Erschöpfung, Muskelschwäche, Angst, Depression, Appetitlosigkeit, Schlafstörung, Konzentrationsschwäche, Gedächtnisstörungen und anderen belastenden Störungen und Dysfunktionalitäten. Dies wird als Post-Intensive-Care-Syndrom (PICS) bezeichnet. Unbehandelt können die Beschwerden Monate bis Jahre andauern. Davon betroffen sind vor allem jene, die auf der Intensivstation beatmet wurden.